# Проект Манхэттен (игра)
Проект Манхэттен — стратегическая настольная игра европейского типа, созданная в 2012 году Брэндоном Тиббетсом (Minion Games). Посвящена истории создания ядерной бомбы (см. Манхэттенский проект об историческом проекте). В эту игру могут играть от 2 до 5 человек. Игроки, условно выступающие за разные страны, создают ядерные бомбы для сохранения ядерного баланса в мире. Их задачей является грамотное управление ресурсами разных типов с целью раньше соперников набрать необходимое количество победных очков, построив и погрузив на бомбардировщики некоторое количество ядерных бомб. Побеждает игрок, накопивший больший ядерный потенциал к концу игры.
Издание игры частично финансировалось через краудсорсинговую платформу Kickstarter. Перед запуском сбора средств на Kickstarter, автор на протяжении 4 месяцев интенсивно прорабатывал баланс, используя виртуальную платформу для создания настольных игр ZunTzu. После создания опытного образца игры полтора года ушло на тестирование и обкатку, и только после этого был Kickstarter, 3 издания английской версии, а также издание этой игры на русском, венгерском, французском и немецком языках.
Иллюстрации для этой настольной игры сделал художник из Испании Sergi Marcet Rovira, который также ранее оформлял настольные игры Dungeon Run, Target Earth и Stalag 17.
В августе 2014 года появились цифровые версии настольной игры «Проект Манхэттен» для Android и для IOS. В электронных версиях этой игры есть одиночный режим против искусственного интеллекта, а также многопользовательский режим (за одним устройством или по Сети). Стоимость игры «The Manhattan Project» составляет около 7 долларов США.

## Игровая механика
Главный ресурс в игре — рабочие 3 типов: чернорабочие, инженеры и учёные. Кроме этого, рабочие делятся на постоянных (по 4 чернорабочих, учёных и инженеров для каждого игрока, цвет соответствует цвету выбранного планшета) и подрядчиков (4 учёных, 4 инженера и 4 чернорабочих серого цвета).
Вся игра для каждого из игроков строится на размещении рабочих и их возврате на свой склад (а подрядчиков — на общий склад).
Во время своего хода игрок или размещает рабочих на игровом поле и на своём планшете, или же выводит сразу всех своих рабочих себе на склад (при этом подрядчики с игрового поля, планшета этого игрока, а также подрядчики со смешанных комбинаций рабочих, которых игрок использовал для шпионажа на чужих планшетах, возвращаются на общий склад).
Изначальное размещение рабочих на игровом поле, производится по желанию игроков, при этом занимаются любые из свободных на поле ячеек (в ячейку «Стройка» помещается произвольное количество рабочих), затем в свободных зданиях на планшете игрока. За ход игрок может занять только одну (свободную) ячейку на игровом поле, и только после этого можно занимать свободные здания на планшете, не превышая имеющегося количество рабочих.
При размещении рабочего на игровом поле, производится выбор одной из ячеек, свободных от других рабочих, на некоторых ячейках указаны требования, необходимые для их активации (определённый тип рабочего, наличие жёлтого кека или денег).
Для каждой ячейки доступен один из следующих вариантов:
- Стройка — даёт возможность покупать любое из 7 зданий, которые в данный момент находятся в очереди строительства (сверху игрового поля); цены указаны над ячейками; 2 самых дешёвых здания инженер строит бесплатно; при покупке любого из 3-х самых дорогих зданий 1 монета идёт с общего склада в ячейку «Взятки».[3]
- Рудники и Заводы — дают возможность получать жёлтый кек, деньги и самолёты (внутри некоторых ячеек отображаются требования; под ячейками — то, что вы получаете на выходе).
- Университеты — дают возможность обучать новых рабочих.
- Авиаудар — даёт возможность атаковать истребителями самолёты противника (затраты 1 к 1 с обеих сторон), а также наносить повреждения (бомбить) здания на планшетах противников бомбардировщиками, в том случае, если эти планшеты уже не охраняют истребители (когда количество истребителей соперника равно нулю); нанесение 1 повреждения зданию влечёт за собой потерю одного бомбардировщика нападающим. Повреждённые здания нельзя использовать до их починки; если в момент атаки бомбардировщика в здании находились рабочие, они остаются живы, и их в дальнейшем можно вернуть на склады действием "убрать рабочих", как обычно.[4]
- Ремонт — даёт возможность починить активировавшему эту ячейку игроку до 3х повреждений любого (любых) из своих зданий за 5 монеток. Сразу после починки повреждений игроком, запустившим «Ремонт» (в этот же ход), отремонтировать 1,2 или же 3 повреждения также имеют возможность и другие игроки, но для них прайс починки уже совсем другой (первое/второе/третье — +2/+3/+5, если чинить 3 повреждения — получается 10 монеток).
- Шпионаж — даёт возможность в тот же ход, когда эта опция активирована (за 3 монетки, и когда ячейка шпионажа не занята), использовать кроме своих зданий, также некоторое количество свободных зданий противников. При активации «Шпионажа», уровень игрока, который идёт шпионить, повышается на единицу (изначально уровень нулевой, максимальный уровень — 6). Уровень шпионажа соответствует количеству свободных зданий противников, которые вы можете занимать.
- Реактор и Обогатительный завод — дают возможность добывать ресурсы, необходимые для создания ядерных бомб прямо с игрового поля.
- Разработка бомб — даёт возможность игрокам по очереди выбрать себе по чертежу для создания ядерной бомбы (чертежи выбираются в закрытую). Так как открытыми рядом с колодой лежат чертежи бомб в количестве на 1 больше чем игроков, активировавшему «Разработку бомб» достаётся не 1 чертёж, а 2.

При работе с планшетом на каждой карте здания сверху обозначены подходящий тип рабочего (вопросительный знак — подходит рабочий любого типа) и количество рабочих, которое необходимо для активации здания и разового получения «дохода» от здания, который обозначен внизу карты. Реакторы и обогатительные заводы, кроме размещения одного и нескольких учёных, для снятия «дохода» в виде урана или плутония, также требуют затрат жёлтого кека или урана (для реакторов) или затрат денег и жёлтого кека (для обогатительных заводов).
Ресурс, при введении рабочих в здание получается мгновенно и единоразово. Чтобы повторно снять «доход» с этого же здания, игроку нужно будет потом вывести рабочих (теряется ход) и ещё раз разместить их в этом здании.
Для некоторых зданий обозначено два альтернативных типа ресурсов, которые требуются для использования здания (если конкретнее, 4 плутониевых реактора, где доступно 2 вида альтернативного топлива — жёлтый кек и уран, опции разделены «слэшем»). Также в игре есть 3 университета и 4 фабрики, с которых можно получить уже 2 варианта «дохода» на выходе.

### Ресурсы в игре
В настольной игре «Проект Манхэттен» часть ресурсов не ограничена комплектацией игры. Когда фишки таких ресурсов заканчиваются на общем складе, туда можно доложить других предметов, например, фишек из другой игры или спичек, и они будут играть роль того же ресурса. К бесконечным ресурсам относятся кубики жёлтого кека, монетки, маркеры повреждений и маркеры погрузки бомб.
Количество зданий в игре ограничено, всего их 50 (10 фабрик, 10 университетов, 10 рудников, 10 реакторов и 10 обогатительных заводов), также, стоит отметить, что 6 из этих зданий (которые отличаются красным цветом рубашки) выкладываются в очередь строительства первыми.
Количество чертежей бомб тоже ограничено — 15 урановых и 15 плутониевых. 5 фишек тестового взрыва для плутониевых бомб как раз соответствует максимальному количеству игроков (на случай, если каждый из игроков будет развиваться в плутониевые бомбы или бомбы двух типов).
Шпионаж ограничен максимальным уровнем 6, свободных единиц ядерного топлива (урана или плутония) у игроков не может быть больше 8, а военные аэродромы вмещают одновременно не больше, чем по 10 самолётов каждого типа.
Один из самых важных ресурсов игры — это люди. Своих рабочих у игрока может быть не больше 12 (по 4 каждого типа). Суммарное количество подрядчиков тоже 12, но за них постоянно идёт борьба между игроками (редко, когда все подрядчики оказываются на руках у одного человека).
Людские ресурсы:
- Чернорабочие могут добывать ресурсы с большинства клеток игрового поля, а также с большого количества построенных зданий на планшетах (кстати, количество построенных зданий не ограничено ячейками планшета игрока). Чего не могут чернорабочие, так это добывать уран и плутоний, а также использовать продвинутые университеты, фабрики и рудники.
- Учёные — могут всё то же, что и чернорабочие, плюс к этому, они участвуют в добыче урана и плутония (на реакторах и обогатительных заводах планшетов, а также на игровом поле), а также участвуют в разработке и постройке бомб.
- Инженеры также способны решать задачи чернорабочих, но, кроме этого, они ещё умеют бесплатно строить любое из двух самых дешёвых зданий, добывать деньги и самолёты на продвинутых фабриках, добывать больше жёлтого кека на продвинутых рудниках, а также обучать людей в нескольких продвинутых университетах. Инженеры вместе с учёными участвуют в разработке и постройке бомб, однако, уран и плутоний они добывать не могут.

Другие ресурсы в игре:
- Деньги нужны для постройки зданий, шпионажа, ремонта, добычи урановой руды и погрузки готовых бомб на бомбардировщики. Как и в настольной игре «Плоский мир: Анк-Морпорк», деньги в рассматриваемой игре представлены монетами двух типов — достоинством в один и пять долларов.[5]
- Жёлтый кек нужен для добычи урана и плутония, также на игровом поле есть завод, дающий возможность менять этот ресурс на деньги (3 к 5), когда это нужно.
- Авиация нужна для активного сдерживания противников и защиты своих зданий. Кроме того, ближе к концу игры, бомбардировщики используются для погрузки бомб (+5 победных очков за погрузку одного устройства).
- Уран и плутоний, разумеется, используются для постройки бомб.

## Постройка и погрузка бомб
В игре доступны 30 чертежей бомб — 15 плутониевых, 15 урановых.
На каждой карте бомбы отображено необходимое для постройки бомбы количество единиц урана или плутония (зависит от типа бомбы), стоимость погрузки бомбы на бомбардировщик (кроме денег нужен также 1 бомбардировщик, погрузка даёт +5 победных очков), а также количество победных очков (для плутониевых бомб 2 цифры, первая — очки до испытания, вторая — после).
Количество очков, которые нужно набрать для победы, определяется количеством игроков:
2 игрока — 70 очков, 3 игрока — 60 очков, 4 игрока — 50 очков, 5 игроков — 45 очков.
При постройке бомбы, рабочие игрока в необходимом количестве размещаются на чертеже бомбы, затем игрок уменьшает количество своего урана или плутония на то число, которое указано на бомбе. При последующем выводе рабочих этим игроком, рабочие с бомбы возвращаются на склад игрока, аналогично тому, как они возвращаются из обычных зданий.
На плутониевых бомбах снизу отображается два числа победных очков. Очки считаются по второму (большему) числу всех построенных игроком плутониевых бомб в случае, если игрок перед этим уже испытал плутониевую бомбу, пожертвовав ей.
Испытывать можно любую плутониевую бомбу, которую перед этим построил игрок. Если на бомбе были рабочие, они перемещаются на фишку тестового взрыва, чтобы во время следующего вывода рабочих опять вернуться на склад игрока. Пожертвованная бомба уходит вниз стопки бомб (лицом вниз).
Дополнительные очки можно заработать, погрузив одну или несколько бомб на бомбардировщики (тоже во время своего хода). Для погрузки одной бомбы требуются деньги (в количестве, указанном на чертеже бомбы), а также 1 бомбардировщик на вашем планшете.

## Дополнение: «The Manhattan Project: Nations Expansion»
В марте 2012 года вышло небольшое дополнение к игре, которое получило название «Nations Expansion». В это дополнение вошли 7 карт, соответствующих разным странам (в этом дополнении доступны карты Великобритании, Китая, Франции, Германии, Японии, Советского Союза и США). Каждый игрок выбирает себе страну, за которую будет играть. Каждая из карт этого дополнения действует аналогично зданиям, которые игроки строят у себя на планшете в базовой версии игры. Однако, эти карты, в отличие от обычных зданий, активны уже сразу после начала игры и обладают иммунитетом к авиаудару и шпионажу.

Каждая карта страны даёт свой уникальный ресурс на выходе при размещении рабочих.

## Дополнение: «The Manhattan Project: Second Stage»
В 2012 году через краудсорсинговую платформу Kickstarter был объявлен сбор средств на комплексное дополнение к игре. Сбор средств успешно закончился 1 сентября 2012 года, и уже в 2013 году было выпущено дополнение к игре — The Manhattan Project: Second Stage. В дополнение вошли 4 небольших расширения, которые можно добавлять к основной игре, как по отдельности, так и в разных комбинациях:
- Nations 2 — работает также, как и дополнение Nations. Каждый игрок получает одну карту, соответствующую определённой стране. В этом дополнении представлено 7 новых стран, каждой из которых соответствует уникальное свойство.
- Rocket Technology — позволяет при разработке бомб строить фабрики для создания ракет (rocket factory). Ракеты можно использовать аналогично использованию бомбардировщиков в базовой версии игры, но в случае ракет защита базы истребителями не работает (ракета попадает в цель независимо от того, сколько на атакованной базе истребителей).
- H-Bomb технология — усовершенствует разработку бомб, позволяя игроку в качестве карты бомбы выбирать чертёж водородной бомбы (H-Bomb). Водородные бомбы требуют нового типа ресурсов — дейтерид лития (Lithium Deuteride), который производится в зданиях, аналогичных рудникам в базовой версии игры.
- Personalities — добавляет семь ролей в игре, которые соответствуют реальным учёным, которые принимали участие в Манхэттенском проекте.[8]

На русский язык, на начало 2017 года, это дополнение ещё локализовано не было.

## Награды и премии
- 2012 Номинант конкурса Meeples' Choice[9]
- 2014 Номинант конкурса «Тесера-2014»[10]